# Saison 1 de Mission casse-cou
Chronologie
Saison 2
Cet article présente le guide des épisodes de la première saison de la série télévisée britannique Mission casse-cou (Dempsey & Makepeace).

## Fiche technique
- Pays : Royaume-Uni
- Production : Golden Eagle Films (créateur) & London Weekend Television (LWT)
- Producteurs : Tony Wharmby, Nick Elliott (exécutif)
- Musique : Alan Parker
- Direction de production : Peter McKay
- Distribution des rôles : Anthony Arnell (Tony Arnell) (sauf l'épisode 4).
- Décors :
  - Gordon Melhuish (épisodes 1, 2, 5, 6, 8)
  - Colin Monk (épisodes 1, 2, 4, 7, 9, 10)
- Image : 
  - Mike Humphreys (épisodes 1, 2, 5, 8, 9, 10)
  - Tony Mander (épisodes 3, 4, 6, 7)
- Maquillage : 
  - Pauline Boulton (épisodes 1, 2, 3, 5, 8, 9)
  - Margaret Palphramand (épisodes 1, 4, 6, 7, 10)
- Costumes : 
  - Robin Pidcock (épisodes 1, 3, 5, 6, 8)
  - Sue Thomson (épisodes 1, 2, 4, 7, 9, 10)
- Langue : Anglais
- Format : Couleur / 1,33 : 1 / Mono
- Durée : 105 minutes (épisode 1), 50 minutes (épisodes 2 à 10)

## Personnages principaux
- Michael Brandon (VF : Pierre Arditi) : Lieutenant James Dempsey
- Glynis Barber (VF : Nadine Delanoë) : Sergent-détective Harriet Alexandra Winfield (Makepeace)

## Personnages secondaires
- Ray Smith (en) : Super-intendant Gordon Spikings
- Tony Osoba (en) : Sergent-détective Chas. Jarvis

## Épisodes

### Épisode 1:Un homme dangereux
- Titre original : Armed and Extremely Dangerous
- Numéro(s) : 1 (1-1)
- Réalisateur : Tony Wharmby
- Scénariste(s) : Ranald Graham
- Montage : Ray Helm
- Diffusion(s) : 
  -  Royaume-Uni : 11 janvier 1984
- Invité(s) : Ralph Michael (Lord Winfield), Terence Alexander (le contre-amiral Duffield), Ray Jewers (en) (Phil Parris), Mark Wing-Davey (en) (Mark Savory), David Baxt (Joe), Ross Murray (Eddie), Desmond Cullum-Jones (en) (Coltrane), Billy Kearns[1] (O'Grady), Norman Chancer (Bologna), Douglas Milvain (Sir John Fielding), John Barcroft (Asst. Com. Jennings)…
- Note : Ce premier épisode, qui est le pilote de la série, a une durée de 93 minutes alors qu’un épisode ordinaire a une durée allant de 43 à 51 min. Il présente la raison du départ de Dempsey de New York et sa première enquête londonienne avec Makepeace.
- Résumé : À New York, le lieutenant Dempsey et son collègue Jo vont sur un quai pour surveiller la remise par un nommé Eddie d’un paquet à un flic véreux. Arrive en voiture leur patron, Coltrane. Eddie se lève et se dirige vers lui, mais poursuit son chemin vers Dempsey. Jo, qui a trahi Dempsey, est tué par celui-ci alors qu’il allait lui-même lui tirer dessus. Coltrane s’échappe, tout comme Eddie. Le lendemain, Dempsey découvre qu’Eddy a été retrouvé mort. Son capitaine, O’Grady, pour le mettre en sécurité le temps de réussir à arrêter Coltrane, décide de l’envoyer à Londres. Escorté par Bologna, le seul homme avec O’Grady à savoir qu’il part pour Londres, Dempsey va à l’aéroport Kennedy.

Alors que Dempsey arrive à Londres, Spikings se voit proposer, pour l’aider, un « maudit yankee ». De retour dans son bureau, il apprend de son second, qu’un nouveau meurtre a eu lieu à Smithfield Market. Le cadavre, qui porte des traces de torture, a dans sa main et ses poches du caviar. À l’extérieur, un homme observe la police. Dempsey rencontre Spikings, qu’il accompagne à Smithfield Market. Il apprend de lui que l’enquête, qui avait débuté à la suite d'un autre meurtre six mois plus tôt, porte sur la disparition d’un camion chargé de 16 millions de livres caviar et sur un trafic lié. Spikings apprend à Dempsey que la victime était un de ses hommes infiltrés et qu’il dispose d’une autre personne infiltrée, le sergent Makepeace. Il décide de qu’il va sortir de l'ombre et de lui faire faire équipe avec Dempsey.
Dans un bar, la serveuse, Sharon, est rejoint par l’homme qui observait la police, Felix, qui l’invite pour la soirée à une fête. Elle lui rappelle qu’elle est mariée. Il invite le mari et repart. Spikings et Dempsey arrivent pour voir un homme de Spikings. Dempsey veut deviner qui c’est. Sharon vient prendre la commande. Spikings lui demande de transmettre un rendez-vous à un homme. Dempsey donne du « ma jolie » à Sharon. Alors qu’il conclut que l’homme de Spikings n’est pas là, celui-ci lui répond : « Vous-venez de lui parler. ». Dans ses bureaux, Spikings présente Makepeace à Dempsey et informe le sergent qu’ils forment désormais équipe.
Makepeace communique ce qu’elle sait à Dempsey. La victime travaillait pour la société des frères Price. Felix Parris, est un habitué du bar qui reste silencieux sur ce qu’il fait au dehors, mais semble savoir des choses. Makepeace apprend à Dempsey qu’il l’a invité pour la soirée. Dempsey décide de se faire passer pour son mari, que Felix ne connaît pas, et d’aller à la soirée. Il passe la chercher. À l’entré les invités important sont photographiés. Dempsey se présente à Félix sous le nom de Sam Jonhson et dit travailler dans l’import export. Felix travaille dans le même secteur. La fête est à l’honneur d’un nommé Moser, qui travaille lui aussi dans l’import-export. L’un des frères Price est là. Dempsey observe aussi un homme que Felix va voir. Le photographe vient prendre une photo des Johnson, alors qu’il ne les avait pas jugés intéressant à l’entrée. Felix présente Moser à Johnson, qui propose directement un lot de caviar à son interlocuteur. En fin de soirée, Jonhson, complètement ivre, apprend aux invités qu’il a loué la suite nuptiale du Park Lane Hotel et se dispute avec Sharon, à la suite d'un baiser.
Sur la route, Dempsey apprend à Makepeace qu’il n’est pas soul et qu’ils sont suivis par deux hommes en voiture. Ils vont donc dans « leur » suite du Park Lane Hotel. Dans la nuit, un homme armé s’introduit dans la suite et tire sur le lit. Dempsey, qui y avait simulé deux corps, et se lance à sa poursuite. Ils finissent par se battre dans la cuisine où Makepeace l’abat d’une balle. Les époux Johnson sont officiellement morts.
Makepeace va, avec Dempsey, voir un spécialiste des produits de luxes, qui connaît bien Makepeace, qu’il appelle Miss Harriet. Elle commande, sur son compte, une demi-livre de Beluga, pour monsieur Winfield, avant de se renseigner sur Moser. Celui-ci a hérité de son père la société qui est devenue la Star Prading Cie. Ils s’y rendent alors que les locaux sont vides. La société vend de tous. Dempsey est vite convaincu que le caviar est caché dans du bœuf et décide de surveiller les transports de bœuf de la société de transport Tragg International qui travaille aussi pour Moser. Bien qu’elle trouve cela stupide Makepeace accepte de le suivre.
Ils assistent ainsi au transbordement d’un chargement de bœuf d’un camion dans 2 autres camions. Ils décident d’arrêter les camions. Makepeace simule un incident devant eux, mais une voiture de police et une autre voiture arrivent. Des hommes déplacent la voiture d’Harriet, l’assomment, renversent sa voiture sur le côté et, alors que les camions repartent, Harriet est mise dans un sac poubelle et dans des buissons au sommet d’un talus. La voiture de police arrive devant Dempsey. Les 3 policiers qui en sortent et Dempsey échangent des coups de feu. Il les tue tous. Il prend le camion qui arrive et sur le lieu de l’attaque contre Makepeace, Harriet, toujours dans son sac, a roulé de son talus sur la route. Il l’évite de justesse.
Ils rattrapent les camions. Dempsey saute sur le second camion et réussit à en prendre le contrôle. Il le conduit, non sans difficulté, dans un terrain vague où le camion se couche avant d’exploser peu après l’arrivée de Makepeace. Des militaires arrivent alors et les mettent en état d’arrestation. Spikings les sort de prison. Dempsey remarque alors la présence de l’homme mystérieux que Felix était allé voir au cours de la soirée. Spikings leur apprend que le chargement, des missiles, était un chargement tout à fait légal et que le Tragg International travaille en toute légalité pour des sociétés de vente d’armes. Il apprend aussi à Dempsey que les 5 hommes qu’il a tués au cours de l’opération étaient d’un service dépendant du MI-5. Spikings apprend à Harriet et Dempsey que son service risque d’être suspendu et que Dempsey va sûrement être renvoyé aux États-Unis. 
Harriet essaye de savoir qu’elles sont les problèmes de Dempsey à New York, mais il garde le silence. Il est convaincu que l’affaire est plus complexe qu’il n’y paraît. Il en convainc Harriet qui va voir lord Winfield, son père, qui lui apprend que le service du MI5 existe réellement et qu’il est dirigé par le contre-amiral Duffield, l’oncle d’Harriet, qui est près de le retraite. Ce service ne comprend que Duffield et un jeune assistant. Elle apprend aussi que Duffield a fait livrer à son père une grosse quantité de caviars…

### Épisode 2:Enlèvement
- Titre original : The Squeeze
- Numéro(s) : 2 (1-2)
- Réalisateur : Tony Wharmby
- Scénariste(s) : Jesse Carr Martindale
- Montage : Derek Bain
- Diffusion(s) : 
  -  Royaume-Uni : 18 janvier 1984
- Invité(s) : Robert Blythe (en) (Frank), Colin Edwynn (en) (Charlie), Jonathan Stratt (Terry Bayliss), Michael Warburton (l'homme sur le vélo), Andy Bradford[2] (le premier bandit armé), Eddie Stacey (le second bandit armé), John Moreno (Reynolds), Joanne Good (Girlfriend), James Beckett (Mikel Spiceri), Trevor Byfield[3] (Chentzu Spiceri), John Malcolm (Sammy Bryce)…
- Résumé : Peu avant 8 h du matin, un fourgon de transport de fonds quitte la Banque d'Angleterre avec plus d’un demi-million de livre sterling et 3 convoyeurs à son bord. L'un des convoyeurs, Terry, s’arrange toujours pour être seul à l’arrière. Sous une passerelle, le fourgon est arrêté par un homme à vélo avec masque de singe. En quelques secondes, les antennes du fourgon et les câbles de la batterie sont coupés, les portières soudées, et le fourgon poussé par un bulldozer dans un camion.

Harriet essaye, sans succès, de ne pas avoir Dempsey comme collègue. Spikings apprend la disparition du fourgon. Il envoie Harriet chercher Dempsey, qui met les points sur les « i » avant de consentir à la prendre pour collègue. Le camion arrive dans un port et le fourgon est sorti du camion par une grue. Dempsey assiste avec les autres membres de l'équipe à la réunion que dirige Spikings. Cette disparition d’un camion est la seconde de la semaine. Spikings prend l’arme de Dempsey, mais une fois son chef parti, celui-ci la récupère.
Deux hommes surveillent le chargement du fourgon sur une péniche et repartent ensemble. Terry, le convoyeur de fonds à l’arrière du fourgon, doit livrer son contenu. Il est le complice des voleurs et parlent d’un nommé Chentzu, quand il s'aperçoit que ses complices ne font pas comme il était convenu avec eux. Il parle même de tout dire à la police. Il est tué par les gangsters après avoir fait une ouverture au chalumeau dans la porte.
Harriet et Dempsey vont voir une des informatrices de Makepeace, Gloria, une prostituée, qui lui donne les noms de Jimmy Reynolds et son associé Sammy Bryce, qui ont quelques péniches et sont en liens avec des gangsters étrangers, les Spiceri. Le souteneur de Gloria arrive obligeant Harriet à repartir et Dempsey à jouer le client. 
Les 2 convoyeurs encore vivants et Terry sont déposés entièrement ficelés à l’endroit même où a eu lieu l’attaque. Reynolds, qui a bien participé à l’opération, arrive chez la femme qui doit lui servir d’alibi. Dempsey, suivie à contre cœur par Harriet, vient l’interroger à la façon américaine, sans succès. Spikings a du mal à croire le patron de la société de transport qui est l'un des convoyeurs du fourgon. Harriet transmet au téléphone ses informations à Spikings, qui connait Reynolds. Bryce a remorqué une péniche sur Greenwich. Spikings ordonne à Harriet de revenir au bureau, mais Dempsey, suivant son flaire, décide de chercher le remorqueur de Bryce...

### Épisode 3:Coup de grâce
- Titre original : Lucky Streak
- Numéro(s) : 3 (1-3)
- Réalisateur : Tony Wharmby
- Scénariste(s) : Dave Humphries
- Montage : Frank Webb
- Décors : Mike Oxley
- Diffusion(s) : 
  -  Royaume-Uni : 25 janvier 1984
- Invité(s) : Christopher Strauli (en) (James Bessel), Peter Cleall (en) (Stephen Crane), Robert Austin (Peter Ferris), Tony Stephens (Nick), Raymond Brody (Prince Razul), Tim Stone (le caissier), Genevieve Allenbury (Roz James), Greg Powell...(Garde de la Sécurité), Trevor Ray (Roger Watts), Tony Osoba (Det. Sgt. Chas Jarvis), Debbie Wheeler (Annabel), Paul Foulds (Graham Locke)…
- Résumé : Dempsey joue au black jack dans une salle de jeu. Le directeur de la salle, Peter Ferris, reçoit un prince qui arrive avec un garde du corps et une valise pleine de billets. Le prince s’installe à la table de black jack près de Dempsey. Un client, qui fait un scandale, est expulsé. Un employé part avec un sac plein d’argent. Dans l’escalier, il se fait tirer dessus. Dempsey, qui repart, apprend de Ferris que l'homme qui a fait un scandale est James Bessel, un fils de bonne famille. L'employé blessé de 2 balles à la poitrine rendre et s'écroule.

Sur l'ordre de Spikings, Dempsey va réveiller Harriet qu’il « observe » discrètement. Bessel, qui à l’argent du vol, le place dans une consigne et téléphone à son complice qu’il nomme « sergent ». Spikings donne ses ordres. En ce qui concerne Bessel, des instructions « tombées du Ciel » lui imposent de traiter l’affaire avec des gants. Il envoie son équipe interroger Ferris, subodorant des complicités internes.
Makepeace va interroger un de ses informateurs, Roger Watts, un chroniqueur mondain. Il lui parle d’Annabel, une amie d’Harriet, qui vient de se séparer de Bessel. La croupière de la table de Dempsey vient parler à Bessel du meurtre. Ferris entraine sa fille à la piscine. Il informe Dempsey que le règlement de la salle interdit aux employées de fréquenté les membres sous peine de renvoi. Le rapport d’enquête prouve qu’il y avait au moins deux complices, l’un à l’intérieur et l’autre pour réceptionner le sac qui est sortie de la salle par un petit vasistas. La croupière menace Bessel, qui est son amant, si cela risque de mal se terminer, de prévenir la police. Elle veut sa part de l’argent pour quitter le pays. Bessel va en parler à son complice, Stephen. Ferris parle à Dempsey du prince, qui vient à la salle presque tous les soirs depuis des mois, et de son garde du corps. 
Annabel parle à Dempsey et Makepeace de sa séparation avec Bessel au cours duquel il lui a arraché un collier. Elle leur apprend aussi que Bessel s’est vu couper les vivres et être mis à l’égare des activités familiales. Bessel est rejoint par son complice, qui n’est autre que le garde du corps du prince. La police apprend que celui-ci, Stephen Crane, à service à la même époque dans le même régiment que Bessel. Spikings autorise Dempsey et Makepeace à interroger Bessel et Crane. Crane pense à un moyen définitif de régler le cas de Rose, la croupière…

### Épisode 4:Actes de violence
- Titre original : Given to Acts of Violence
- Numéro(s) : 4 (1-4)
- Réalisateur : William Brayne
- Scénariste(s) : Jonathan Hales
- Montage : Ray Helm
- Distribution des rôles : Lesley Weeks
- Diffusion(s) : 
  -  Royaume-Uni : 1er février 1984
- Invité(s) : Ian Thompson (Hutchings), Brian Croucher (en) (Frank Egan), Steve Emerson (Hadley), Dave Cooper (Willie Ferguson), Michael Cashman (Prosecuting Counsel), Frank Duncan (Juge), Maureen O'Farrell (Sandra), Ian McCulloch (Archie McAllister), Neville Jason (Stephen Heller), Christopher Saul (Passport Officer), Angus MacKay (Jeffries)…
- Résumé : Devant un bar, un homme en tue un second sans se soucier d’un témoin de la scène. Lors du procès du tueur, Frank Egan, le témoin se rétracte. Spikings est dans la salle. Dempsey et Makepeace suivent Egan. Spikings est déjà là quand Egan arrive chez son amie, Sandra. Egan téléphone de chez elle, alors que le poste est sur table d’écoute, à un certain Archie. Il lui parle de « Haggis » dont il veut un échantillon, d’un « homme volant », et prend rendez-vous avec lui à Kenwood House à Londres. Archie remercie aussi Egan pour « le petit service ». Archie, c’est Archibald McAllister, un chef de bande écossais. La victime, un de ses hommes, s’était querellé avec lui avant d’être tué. Le terme « homme volant » peut concerner un pilote d’avion. Le « petit service » doit être d'assassinat.

Archie arrive à Londres et est tout de suite mis sous surveillance. Dempsey et Harriet sont déjà à Kenwood House quand les 2 hommes s’y rencontrent. Après avoir parlés du mort, ils parlent de leur affaire. « L’homme volant », qu’aucun des 2 hommes ne connait, s’appelle Steve et vient de Chicago. À l’aéroport, le pilote est identifié, il s’appelle Stephen Heller. Dans son hôtel, il « rencontre » Harriet, à qui il fait la cour et qui le suit dans sa chambre. Dempsey n’est pas dans la salle de bains. Harriet est contrainte de commencer à se dévêtir, c’est alors que Dempsey, qui avait une « meilleure vue » de la penderie, intervient.
Dempsey prend la place du pilote. Lors de sa rencontre avec Egan, il remarque une carte. Il en informe alors Spikings en précisant qu’Egan et McAllister recherchaient bien un pilote. Spikings recherche alors sur des cartes un aéroport. Harriet pense à un aéroport du Kent. Spikings a une idée. Il prend alors contact avec une responsable de la banque d'Angleterre au sujet du transfert hebdomadaire des livres sterling émises par la banque d’Écosse qui repartent vers cette partie du pays. Cette semaine, là somme transférée s'élève à environ 950 000 livres…

### Épisode 5:Hors de combat
- Titre original : Hors de combat
- Numéro(s) : 5 (1-5)
- Réalisateur : Christian Marnham
- Scénariste(s) : Jonathan Hales
- Montage : Ray Weedon
- Diffusion(s) : 
  -  Royaume-Uni : 8 février 1984
- Invité(s) : Catriona MacColl (Angie Hughes), Derek Ware (en) (Franck Price), George Leech (en) (le premier gardien), Rocky Taylor (le second gardien), Michael Carter (acteur) (en) (Hurst), Elaine Ives-Cameron (en) (Mrs. Prescott-Lowell), Godfrey James (en) (Jack Lang), Stephen Greif (en) (Bernie Silk), Christopher Ellison (en) (Tommy), Nicola Stapleton (Debbie), Gregory Cox (le bandit du champ de course), Ronald Nunnery (Tote Clerk), Chris Webb (le second bandit)…
- Résumé : Franck Price, s’évade de prison. Il est pris en charge par une voiture de police dont le conducteur n’est pas celui qu’il attendait. Un tireur s'installe dans pour faire son travail. Price et son chauffeur s'installent sur une place pour attendre un nommé Tommy, quand Franck est tué par le tireur, ce qu’attentait le conducteur.

Dempsey et Makepeace vont à une réunion où Harriet est attendue. Dempsey y rencontre, Angie Hughes, une jeune américaine de passage à Londres, avant qu’Harriet vienne le rechercher.
Price était un des lieutenants de Georges Lang, un des plus dangereux gangsters de Londres. Spikings craint que ce ne soit le début d’une guerre ouverte avec Bernie Silk. Silk, qui contrôle une partie de Londres, et Lang, qui en contrôle une autre, ne sont pas en guerre pour l'instant. Dempsey et Harriet vont voir Lang, qui laisse 48 h à Spikings pour arrêter le coupable. Sa petite-fille arrive.
Sur un champ de courses de lévriers, un des hommes de Bernie est tué. Dempsey va à un rendez-vous avec Angie. Un attentat vise une boutique de Lang. Angie est intéressée par le travail de Dempsey. Spikings et Harriet vont voir Silk, qui se dit étranger à l’attentat. Spikings lui annonce qu’il va le surveiller.
La petite-fille de Lang est enlevée en sa présence. Lang menace le premier qui fait quoi que ce soit contre Silk de lui faire sauter la tête. Dempsey et Angie sont dans la salle de jeu de Silk quand celui-ci est averti qu'une bombe s'y trouve. Tout le monde est évacué. Dempsey, resté seul, découvre la bombe. Angie le rejoint, retire sa robe qui contient du métal et reste là tandis que Dempsey neutralise l'engin. Spikings et Harriet arrivent alors qu’il est déjà reparti avec Angie.
Alors que son téléphone est sur écoute, Hurst, un des hommes de Silk, téléphone à Lang, en lui parlant de sa petite-fille. Spikings se charge de Lang, Dempsey et Harriet suivent Silk qui est enlevé devant eux sans qu’ils ne puissent rien faire. Lang propose une trêve à condition que Spikings ne fasse rien. En allant voir Angie, qui est en train de partir, Dempsey découvre parmi ses bagages une arme (celle qui a tué Franck, le prisonnier évadé). Elle l’enlève…

### Épisode 6:Sans issue
- Titre original : Nowhere to Run
- Numéro(s) : 6 (1-6)
- Réalisateur : Gerry Mill
- Scénariste(s) : Dave Humphries
- Montage : Frank Webb
- Diffusion(s) : 
  -  Royaume-Uni : 15 février 1984
- Invité(s) : Michael Melia (en) (Paul Marshall), Gary Shail (Eddie), Nick Stringer (en) (Piglet), Neville Rofalia[4] (Salim Masad), Tony Alleff (Yasir), Michael Halphie (Khalil), Mike Lewin (Station Detective), Richard Strange (Gerry), Dawn Hope (Kristy)…
- Résumé : Un fourgon, conduit par les membres d’un groupe de rock, débarque d’un ferry. Il est suivi par 2 hommes en voiture. L’un d’eux vole le fourgon quand son conducteur le surprend et est tué par lui. L’homme s’enfuit avec le fourgon suivi par son complice.

Harriet fait du tir à l’arc quand Dempsey vient la chercher. Un témoin a identifié le voleur, Paul Marshall, un voleur qui est aussi soupçonné de proxénétisme et trafic de stupéfiants. Il s’est lié à une filière du Proche-Orient. Marshall arrive à destination. Ses complices, compte tenu du mort, décident de le mettre au vert le temps de voir venir. Le fourgon transporté des armes. Pendant que Dempsey et Makepeace interroge le passager du fourgon, qui dit avoir été piégé, Marshall échappe à son complice, Masad, qui le laisse filer.
Dempsey s’infiltre dans le studio du groupe de rock en se faisant passer pour un photographe américain indépendant. Il y rencontre Kristy, une chanteuse noire. Il parle rapidement de drogue et du revendeur du studio, Mitch. Marshall téléphone à son amie Julie, une serveuse qu'il n'a pas vue depuis quelque temps, et prend rendez-vous pour le soir même. Dempsey et Makepeace vont voir le passager du fourgon qui leur indique l'endroit où Mitch vie. Celui-ci, admet connaitre Marshall, et dit qu’il l'a croisé plusieurs fois avec une serveuse du West End, Julie. 
La jeune femme est mise sous surveillance. Dempsey et Makepeace voient alors Marshall arriver chez Julie. Alors que Dempsey est pour qu’ils le « sautent », Spikings leur ordonne de ne pas bouger. Il organise une souricière, avec des tireurs d’élite, souricière qu’il veut la plus discrète possible. Marshall parle de Masad à Julie et remarque un des tireurs qui s’installe. En fuyant il fait une chute du toit de l’immeuble…

### Épisode 7:À bas la violence
- Titre original : Makepeace, Not War
- Numéro(s) : 7 (1-7)
- Réalisateur : Tony Wharmby
- Scénariste(s) : Jesse Carr Martindale
- Montage : Ray Helm
- Diffusion(s) : 
  -  Royaume-Uni : 22 février 1984
- Invité(s) : Ralph Michael (Lord Winfield), William Boyde (en) (Merle), Brian Coburn (acteur) (en) (Davros), Zienia Merton (Lei Shan), Christopher Tajah[5] (Lenny), Val Joseph (Winston), Stephen Persaud (Ziggy), Vincent Wong (le premier bandit oriental), Arnold Lee (le second bandit oriental), Richard Evans (l'inspecteur de police)…
- Résumé : Ziggy et 2 complices cambriolent un entrepôt. Ils sont surpris par une femme avec un voile noire et ses hommes , 2 asiatiques et un grand blanc barbu. Ziggy s’échappe mais pas ses complices. La femme constate que peu de chose ont été volés, mais surtout qu'il manque un paquet de T-shirt. Elle fait parler un de ses captifs avant de s'approcher de lui une longue aiguille à la main. À l’aéroport, Spikings, Makepeace et Dempsey, font intercepter un homme qui arrive des États-Unis, Schwartz. Dempsey prend sa place. Il est accueilli par le barbu qui le conduit à un Rolls-Royce où est la femme voilée, Merle.

Ziggy fait passer un message à Harriet, il veut lui parler. Une asiatique est au courant de l’arrivée de Schwartz. Elle le connaît trop bien, c'est l'ancien agent de la CIA qui est responsable de la mort de son frère dans des circonstances atroces. Comme Schwartz a la marchandise, elle préfère attendre avant de se venger. Elle s’appelle Lei Shan et téléphone à son banquier pour réunir l'argent pour « ses bonnes œuvres ». Dempsey arrive à destination. Makepeace rencontre Ziggy qui lui parle du cambriolage et de la disparition de ses complices dont il n'a plus de nouvelles. Alors qu'elle repart, il lui offre un T-shirt et est, immédiatement, tué par les 2 asiatiques complices de Merle.
Merle est avec Dempsey à l'entrepôt. Elle lui explique que les T-shirts sont imprégnés d’environ 4 g d’héroïne blanche par pièce. C’est alors qu’arrive Harriet, avec sur elle le T-shirt offert par Ziggy. Merle veut l'empêcher de repartir. Dempsey est prêt à intervenir, mais Harriet s’échappe de justesse. Comme Davros, le complice barbu de Merle, part à sa poursuite, Dempsey l’accompagne. Harriet prévient Spikings qui va la retrouver devant chez elle. Davros arrive juste après elle. Dempsey organise, avec Harriet, son faux assassinat. Il récupère le T-shirt, qui porte des traces de sang, et revient avec chez Merle. La mort d’un policier est annoncée à la télévision. Spikings va voir le père d’Harriet pour lui parler d’elle.
Lei Shan reçoit un appel de Dempsey-Schwartz qui lui donne rendez-vous Marle et sa marchandise. Spikings arrivent, avec Harriet, chez lui. Ils découvrent qu’ils sont attendus. C’est Dempsey qui leur apprend tous ce qu’il sait et parle du rendez-vous. Comme Dempsey sera en danger Harriet se propose d’aller l’aider, Dempsey et Spikings refusent. De retour chez Merle, Dempsey à la surprise de découvrir Harriet qui s’est introduite dans sa chambre en passant par les toits. Davros part chercher la drogue, Profitant qu'ils sont seuls dans la maison, Dempsey assomme Merle et Harriet prend sa place…

### Épisode 8:Le Piège
- Titre original : Blind Eye
- Numéro(s) : 8 (1-8)
- Réalisateur : Gerry Mill
- Scénariste(s) : Jesse Carr Martindale
- Montage : Ray Weedon
- Diffusion(s) : 
  -  Royaume-Uni : 8 mars 1984
- Invité(s) : William Simons (en) (Tennant), Roger Booth (acteur) (en) (Jack), Desmond McNamara (en) (Charlie Wilson), Desmond Jordan (le directeur de la prison), Matthew Long (l'officier de prison Edwards), Jacquie-Ann Carr (Eileen Wilson), Rufus Carr-Martindale (Little Charlie ou Petit Charlie dans la version française), Carole Nimmons (Tessa), Sean Scanlan (en) (Sean)…
- Résumé : Un prisonnier, Wilson, demande à rencontrer Spikings dans le plus grand secret. Son fils, Petit Charlie, est enlevé par une femme et un homme, qui frappe le chien de la famille qui aboie trop. Le service de Spikings enquête sur un grand patron de la pègre, Tennant, sans succès pour l’instant. Harriet suggère de mettre sur écoute le téléphone de la voiture de celui-ci. Spikings reçoit un appel qui l’informe de la demande de Wilson. Il prend rendez-vous pour le lendemain. Il prendra le métro pour s’y rendre. Wilson est le seul complice de Tennant arrêté après l’attaque d’une salle des ventes où avait été volé pour plus d’un million de livres. Spikings va en parler à son grand patron et ordonne de placer le téléphone de la voiture sur écoute.

Madame Wilson reçoit un appel de la ravisseuse, son fils est pour eux une assurance que son mari restera silencieux. Ils menacent la vie de l’enfant si elle tente quoi que ce soit, notamment d’avertir la police. Tennant arrive avec « son dernier jouet », une jeune femme, à un rendez-vous. Ils sont suivis par d’Harriet et Dempsey. Celui-ci met du sucre dans le réservoir de la voiture de Tennant alors qu’Harriet distrait le chauffeur. Jack, l’homme avec qui Tennant a rendez-vous, parle avec lui du fils de Wilson. Il parle aussi d’éliminer Spikings. Dempsey suit la voiture qui repart mais cale comme prévu. En se faisant passer pour un mécanicien, Dempsey propose à Tennant de faire les réparations qui ne peuvent être faites sur place. 
Dans le métro, un homme place une bombe dans un double de sa mallette de Spikings à la place de celle-ci. Spikings remarque la substitution. Il fait évacuer la rame, et échappe de justesse à l’explosion. Il est blessé, mais va voir Wilson, qui reste muet. Harriet part voir madame Wilson alors que Dempsey a fini de truffer de micro la voiture de Tennant. Elle le suit jusque chez Tennant puis ils partent chez les Wilson. Ils remarquent la blessure du chien et l’absence de fils. Tennant téléphone à Jack qui prévoit de « s’occuper de la question » Wilson. En écoutant la conversation Harriet comprend que le fils de Wilson a été enlevé. Wilson est transféré sans que le gardien sache pour où. Harriet en est avertie. Spikings est avec le grand patron qui refuse de le croire qu’il était visé. Ce n’est autre que Jack…

### Épisode 9:Pitié pour Harriet
- Titre original : Cry God for Harry
- Numéro(s) : 9 (1-9)
- Réalisateur : William Brayne
- Scénariste(s) : Neil Rudyard
- Montage : Ray Helm
- Diffusion(s) : 
  -  Royaume-Uni : 15 mars 1984
- Invité(s) : Ralph Michael (Lord Winfield), John Terry (Arnold Sims), Seretta Wilson (en) (Susan Sims), Ralph Arliss (en) (Naismith), Christina Greatrex (Frances Trafford, ou Francine dans la version française), Keith Bonnard (Ch'ien Cheng Tsu), Brian Hawksley (Dr. Potter), Andree Evans[7] (Prunella),  Christopher Robbie (en) (Selwyn)…
- Résumé : De nuit, un cambrioleur s’introduit à Winfield Hall. Il y ouvre un meuble, ce qui déclenche une alarme qui est répercutée au poste de police. Avant l’arrivée de celle-ci le cambrioleur vole les objets d’arts que contient le meuble et jette le tous dans un étang. Le château est la propriété de lord Winfiled, le père d’Harriet, et les objets volés, des jades très anciennes, font partie du patrimoine. C’est ainsi que Spikings se voit contraint d’accorder un congé spéciale à Harriet pour qu’elle retrouve les jades. Il en profite pour lui « adjoindre » Dempsey.

Leur arrivée au château est observée par un homme. Dempsey découvre alors où il est at qu'il s'y reste pour un certain temps. Les jades étaient protégées comme les bijoux de la couronne. Dempsey demande qui sont les huit invités qui étaient présents au château lors du cambriolage et y sont encore. Harriet fait appel à Naismith, le secrétaire de lord Wienfield et l’homme qui observé l’arrivée d’Harriet. Il y a trois couples, deux de vieux amis et un d’Américains, les Sims, qui viennent pour la première fois. Les autres invités sont une femme seule, Francine Trafford, et un attaché d’ambassade Chinois, Ch'ien Cheng Tsu.
Lors d’une battue aux faisans, alors que tous les invités tirent, Dempsey s’éloigne sans avoir tiré. Il est suivi discrètement par un homme que lui tire dessus. Dempsey s'en sort, mais est à 2 doigts de tirer sur les Winfield qui arrivent. Lors du banquet, Francine Trafford indique à Dempsey qu’elle aimerait lui parler. Lord Winfield boit le verre de champagne que Dempsey avait pris et qu'il lui a tendu. Il a un malaise. Harriet apprend du médecin qu’il a été drogué et de Dempsey que son père a bu le verre qui lui était destiné. Les invités viennent aux nouvelles, et rassuré par Harriet repartent. Naismith parle à Francine.
Un homme cagoulé s’introduit dans le château. Dempsey apprend de Francine qu’elle à eux une aventure avec Naismith. Il l’abandonne. Plus tard il remarque un homme qui cour dans le parc. En le suivant il arrive près de l’étang dont il ressort le corps inerte de Francine. Avec Harriet, qu’il vient d’informer de sa découverte, il monte voir Naismith. Alors que Dempsey approche sa tête de la porte de celui-ci, la pointe d'une lance transperce la porte et passe à quelques centimètres de sa tête. De l'autre côté de la porte, la lance ainsi plantée se trouve avoir aussi transpercé Naismith au milieu du corps…

### Épisode 10:Le Jugement
- Titre original : Judgement
- Numéro(s) : 10 (1-10)
- Réalisateur : William Brayne
- Scénariste(s) : Jesse Carr Martindale
- Montage : Derek Bain
- Diffusion(s) : 
  -  Royaume-Uni : 22 mars 1984
- Invité(s) : John Horsley (Juge Lionel Hackett), Colin Prockter (en) (John Bates), Graham Rowe (Atkins), Sarah Sherborne (Sarah Hackett), David Barrass (Det. Insp. Wilson), Ruby Head (Mrs. Bates), Llew Gardner (Présentateur), Niven Boyd (P.C. Pringle)…
- Résumé : Un juge de la haute cour doit, après l’audience qu'il va présider, aller cherche sa fille Sarah à la gare. Harriet est avec Sarah, son amie, qu’elle conduit à la gare. Sarah va se marier et Harriet sera sa demoiselle d'honneur. À l'entrée de la gare, Harriet évite de justesse un barbu à grosses lunettes. Sur le quai, celui-ci ramasse le porte feuille que Sarah à fait tomber. À la gare d’arrivée, le corps de Sarah s’écroule devant le juge, les vêtements tachés de sang, quand l’employée de la gare ouvre la porte de son wagon.

Le juge demande que ce soit Spikings qui prenne l’enquête en main. Spikings avait sauvé la vie du juge en Malaisie et ils sont amis. Dempsey discute avec Harriet de son week-end avec le juge et sa fille. De retour au bureau, lors du briefing, Harriet est pétrifiée en découvrant ainsi la mort de son amie. Le juge, sir Lionel Hackett, téléphone au chef de cabinet pour lui demander un service. Spikings apprend que le juge a obtenu que l’autopsie de sa fille n’est pas lieu. 
Alors qu’elle parle avec Dempsey, Harriet se souvient du barbu et en fait le portrait robot. L’homme arrive soul chez sa mère, alors que la télévision diffuse le portrait robot. C’est John Bates, le fils d’un homme qui fut employé pendant des années par le juge. Il repousse sa mère, qui lui reproche ses actes, elle s’assomme au pied de l’insert. John se coupe les moustaches. Alors qu'Harriet, accompagnée de Dempsey, arrive chez le juge, Bates repart de chez sa mère avec le portefeuille de Sarah. Le juge refuse toujours d’accepter l’autopsie et ne reconnaît pas l’homme du portrait robot. 
John Bates est arrêté par la police parce qu’il roule de nuit sans éclairage. Les policiers le connaissent un peu. Le juge reconnaît enfin John Bates. Celui-ci, libéré est reconduit chez lui, sans sa voiture, par la police. Harriet et Dempsey arrivent au poste et laissent un exemplaire du portrait robot. Ils allaient repartir quand les policiers qui ont raccompagnés Bates reviennent et l'identifient. En fouillant la voiture de Bates, Dempsey retrouve le portefeuille de Sarah. Bates prépare sa valise quand arrive le juge, armé d’un fusil. Dempsey et Harriet découvrent la mère de Bates vivante, mais dans un sale état et les restes d’une moustache. Tous semble accuser Bates de l'assassinat, mais Dempsey à des doutes…